# 周樹模

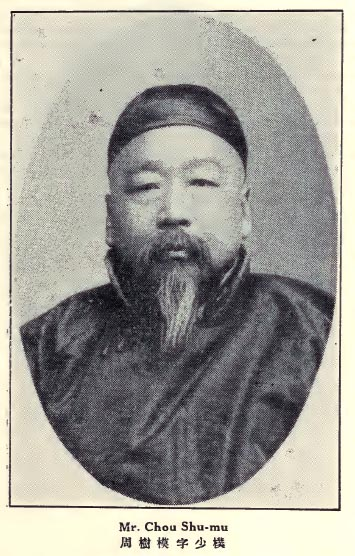
周树模

周树模（1860年—1925年），字少樸，号沈观，湖北天门人。清末民初政治人物。

## 生平
光緒十五年（1889年）己丑科进士，同年五月，改翰林院庶吉士。光緒十六年四月，散館，授翰林院編修。后升监察御史。曾随五大臣出洋考察。光緒三十四年（1908年），调奉天左参赞，次年署黑龙江巡抚。宣统二年（1910年）充会勘中俄边境大臣，订立《中俄满洲里界约》。民国初年，曾任平政院院长等职。反对袁世凯称帝。晚年留居北京，常与恩施樊增祥、应山左绍佐以诗文唱和，号“楚中三老”。民国十四年（1925年）病逝。

## 著作
著有《沈观斋诗集》、《谏垣奏稿》、《抚江奏稿》。